# Zeudi Araya
Zeudi Araya (n. 10 februarie 1951 în Decamhare, Asmara) este o  câștigătoarea a unui concurs de frumusețe și actriță din Eritreea. Araya este fiica unui politician și nepoata unui diplomat din Roma, În anul 1969 a fost aleasă "Miss Etiopia", a jucat câteva roluri în ca. 10 filme. Ea a fost descoperită de Luigi Scattini. În anul 1977 Zeudi Araya, apare pe prima pagină a unei reviste playboy din Italia. Ea a fost căsătorită din anul 1980 cu producătorul de filme Franco Cristald, iar după moartea lui trăiește împreună cu regizorul italian Massimo Spano, cu care are un fiu.

## Filmografie
- 1971: La ragazza fuoristrada
- 1974: Il Corpo (Il corpo)
- 1976: Robinson jr. (Il signor Robinson, mostruosa storia d'amore e d'avventure)
- 1979: Secretul casetofonului (Giallo napoletano), regia Sergio Corbucci
- 1983: (I paladini. Storia d'armi e d'amori)
- 1987: Control (Il giorno prima)